# Диана, Пьетро
Пьетро Диана (Pietro Diana, также известный как Pietro da Piacenza, его фамилию также пишут как Gana либо Piacentino) — католический церковный деятель XII века. На консистории 1185 года был провозглашен кардиналом-дьяконом с титулом церкви Сан-Никола-ин-Карчере. В 1188 году стал кардиналом-священником с титулом церкви Санта-Чечилия. Участвовал в выборах папы 1185 (Урбан III), 1187 (Григорий VIII), 1187 (Климент III), 1191 (Целестин III) и 1198 (Иннокентий III) годов. В 1195 году папа Целестин III отправил его вместе с кардиналом Грациано на переговоры о крестовом походе с императором Генрихом IV.